# Санта Виторија (Перуђа)
Санта Виторија је насеље у Италији у округу Перуђа, региону Умбрија.
Према процени из 2011. у насељу је живело 43 становника. Насеље се налази на надморској висини од 237 м.